# Adobe Atmosphere
Pour les articles homonymes, voir Atmo.
Adobe Atmosphere (souvent appelé Atmo par ses utilisateurs) est un logiciel de création d'univers virtuels en 3D développé à l'origine par Attitude Software. En novembre 1999, Adobe Systems racheta la technologie. Adobe publia sa dernière mouture d'Atmosphere, la version 1.0 build 216, en février 2004, avant d'abandonner le projet en décembre 2004. Le produit a passé la majorité de son existence en version bêta.

## Caractéristiques
Atmosphere se distingue de technologies plus anciennes, comme le VRML ou Active Worlds, de plusieurs manières. Contrairement au VRML, qui affiche des "modèles" tridimensionnels, Atmosphere repose sur la notion de "mondes" explorables, appelés officiellement par la suite "environnements". Les mondes étaient reliés entre eux par des "portails", analogues aux hyperliens d'Internet. Ces portails étaient représentés par des carrés rouges, verts et bleus tournoyant et flottant au-dessus du sol.
Les portails étaient représentatifs de la volonté des développeurs d'imiter les fonctionnalités des pages web. Bien que les mondes eux-mêmes soient contenus dans les fichiers .aer (ou .atmo) les  images et les sons demeuraient à part, généralement aux formats GIF et WAV ou MP3. Les objets contenus dans les mondes étaient scriptables grâce à une variante du JavaScript, permettant ainsi un environnement plus immersif. Les mondes pouvaient également être générés dynamiquement en utilisant du PHP. Au moyen du JavaScript, un bâtisseur de monde pouvait lier un objet à une page web, de manière qu'un visiteur puisse, par exemple, lancer ladite page en cliquant sur une publicité affichée en billboard (Ctrl+Maj+Clic dans les premières versions). Au lancement de la version 1.0, Atmosphere gérait l'affichage des animations Flash et des vidéos WMP.
Les mondes conçus avec Atmosphere consistaient essentiellement en des primitives paramétriques, tels que des  sols, murs ou cônes. Ces primitives pouvaient être peintes d'une couleur unique, se voir attribuer une texture, ou devenir "substractives". Les primitives substractives pouvaient être utilisées pour découper des volumes négatifs dans d'autres primitives afin de construire des formes plus complexes (cette méthode de modélisation est dite booléenne). De nombreux mondes contenaient des modèles animés, rendus possibles par l'implémentation de Viewpoint Media Player, créé par Viewpoint Corporation. Viewpoint cessa de supporter l'implémentation de son composant peu avant la fin du projet Atmosphere.
Contrairement à la structure plus centralisée de ActiveWorlds, dans lequel les environnements sont basiquement construits à l'intérieur de AlphaWorld, les mondes d'Atmosphere étaient dispersés à travers l'Internet, généralement hébergés sur les sites de leurs auteurs sous la forme de fichiers .aer (Le format .aer a plus tard été réservé à la construction, une fois que le format binaire .atmo fut créé). À l'instar de ActiveWorlds, l'utilisateur était représenté par un avatar ; dans les dernières versions, une option lui permettait notamment une vue à la troisième personne. Parmi les particularités d'Atmosphere, on notera la représentation des avatars en cours de chargement, sous la forme de cylindres obliques et colorés, et l'annonce de l'arrivée d'un utilisateur par un son vaguement électrique.